# Grădina Zoologică din Reșița
Grădina Zoologică „Ion Crișan” din Reșița este situată în nordul orașului, pe strada Parcului FN.

## Informații generale

### Suprafață
Grădina Zoologică „Ion Crișan” Reșița, are o suprafață de 7 hectare, înainte de renovare. După renovare grădina zoologică va avea 11 hectare.

### Anul inaugurării
Grădina Zoologică a fost inaugurată în anul 1965.

## Animale
Grădina zoologică deține 360 de animale, din 45 de specii (cimpanzeu, urs brun, leu, tigru, zimbru etc.).